# Trachypithecus phayrei
Trachypithecus phayrei är en däggdjursart som först beskrevs av Edward Blyth 1847. Trachypithecus phayrei ingår i släktet Trachypithecus och familjen markattartade apor.
Inga underarter finns listade i Catalogue of Life. Wilson & Reeder (2005) samt IUCN skiljer mellan tre underarter.
Denna primat förekommer i Bangladesh, östra Indien (delstater Assam, Mizoram och Tripura), södra Kina (Yunnan), Myanmar, Laos, norra Thailand och norra Vietnam. Arten vistas i olika slags skogar, ibland med bambu som dominerande växt. Den uppsöker även odlade områden.
Arten har mörkgrå päls med silver skugga på armar, låren och svansen. Händer, fötter och ögonbrynen är svarta. Områden kring ögonen och munnen är bara glest täckt med hår och där finns vitaktig hud. Ibland är pälsen vid buken vitaktig. Kroppslängden (huvud och bål) varierar mellan 42 och 60 cm och därtill kommer en cirka 77 cm lång svans. Hanar är med genomsnittlig 8 kg tyngre än honor som når ungefär 7 kg.
Trachypithecus phayrei klättrar vanligen i växtligheten och är aktiv på dagen. Den äter främst blad, samt frukter och unga växtskott. Individerna bildar flockar med genomsnittlig 8,8 medlemmar som består av en hane, flera honor och deras ungar. Sällan förekommer en underordnad hane i samma flock. Honor föder en unge per kull efter cirka 205 dagar dräktighet. Ungen har i början sandfärgad päls.
Primaten jagas bland annat för köttets och besoarstenarnas skull. Internationella naturvårdsunionen uppskattar att beståndet minskade med 50 procent under de senaste 36 åren (tre generationer) och kategoriserar arten globalt som starkt hotad.